# فاروق القصراوي
فاروق القصراوي (1942 - 10 نوفمبر 2021) دبلوماسي أردني.

## المؤهلات العلمية
حاصل على بكالوريوس في الآداب من الجامعة الأمريكية في بيروت سنة 1962 وماجستير في الاقتصاد من جامعة لندن سنة 1976 وماجستير في الفلسفة من جامعة جورج واشنطن سنة 1980.

## الوظائف
كان القصراوي مدير المعهد الدبلوماسي الأردني وسفيراً لدى اليابان وألمانيا. عُيّن وزيراً لخارجية الأردن في 7 نيسان 2005 عندما تشكلت الحكومة الجديدة.
عمل لاحقاً كمبعوث شخصي للملك عبد الله الثاني بن الحسين ثم عُيّن مديراً لمكتب الملك الشخصي ثم مستشاراً شخصياً له. في تشرين الثاني 2007، عُيّن عضواً في مجلس الأعيان الأردني.
فيما يلي ملخص للمناصب التي شغلها:
- عضو مجلس الأعيان الثاني والعشرين 2007-2009
- مدير مكتب الملك 2006
- مستشار في الديوان الملكي الهاشمي 2005
- رئيس المعهد الدبلوماسي الأردني 2002-2005
- سفير الأردن لدى جمهورية ألمانيا الاتحادية 2000-2002
- سفير الأردن لدى اليابان وسفير غير مقيم في كل من كوريا والفلبين 1990-2000
- سفير وممثل دائم لدى مكتب الأمم المتحدة والوكالات المتخصصة جنيف 1986-1990
- نائب ممثل الأردن الدائم لدى الأمم المتحدة – نيويورك 1983-1986
- ممثل الأردن المناوب لدى مجلس الأمن الدولي
- مدير دائرة المنظمات الدولية – وزارة الخارجية 1981-1983
- مستشار – السفارة الأردنية – واشنطن 1977-1981
- السفارة الأردنية – لندن 1971-1976
- الممثلية الأردنية الدائمة – نيويورك 1976-1971